# Recebedores da Cruz de Cavaleiro da Cruz de Ferro com Folhas de Carvalho: 1945
A Cruz de Cavaleiro da Cruz de Ferro (em alemão:  Ritterkreuz des Eisernen Kreuzes) foi a maior condecoração militar concedida pela Alemanha Nazi durante a Segunda Guerra Mundial. Era concedida a militares de todas as patentes, deste um soldado até um Marechal de Campo e por diversos motivos que incluíam os atos de bravura de um soldado em batalha, um piloto de caça por ter abatido um número significativo de aeronaves inimigas e o hábil comando das tropas durante a batalha. Os condecorados eram enaltecidos pela propaganda alemã, tendo eles recebido grande atenção por parte da publicidade. Eram vendidos, por exemplo, porta retratos com as fotos dos últimos condecorados. Eles ainda eram convidados a discursar aos trabalhadores das fábricas envolvidas no esforço de guerra.
A Cruz de Cavaleiro da Cruz de Ferro com Folhas de Carvalho (em alemão:  Ritterkreuz des Eisernen Kreuzes mit Eichenlaub) foi introduzida no dia 3 de junho de 1940 para destacar àqueles que já haviam sido condecorados com a Cruz de Cavaleiro e continuaram a demonstrar atos de bravura em combate. Foram entregues sete condecorações no ano de 1940, 50 em 1941, 111 em 1942, 192 em 1943, 328 em 1944 e 194 em 1945, sendo um total de 882 condecorados. Foram ainda condecorados oito estrangeiros, que eram aliados da Alemanha durante a guerra.
O número de 882 condecorados com as Folhas de Carvalho é com base na análise feita pela Associação dos Recebedores da Cruz de Cavaleiro da Cruz de Ferro. O autor Veit Scherzer contestou a validade de 27 destas condecorações. Com a exceção da condecoração entregue para Hermann Fegelein, todas as demais condecorações ocorreram no ano de 1945, quando os últimos dias do Terceiro Reich deixaram as nomeações incompletas e diversos estágios da aprovação não foram concluídos. Hermann Fegelein foi condecorado com as Folhas de Carvalho no ano de 1942, mas foi sentenciado a morte por Hitler e executado no dia 28 de abril de 1945 após uma corte marcial liderada pelo SS-Brigadeführer e Generalmajor da Waffen-SS Wilhelm Mohnke. A sentença de morte resultou na perda de todas as suas ordens e honrarias.

## Criação
A Cruz de Cavaleiro da Cruz de Ferro e seus graus mais altos foram baseados em quatro diferentes decretos. O primeiro decreto Reichsgesetzblatt I S. 1573 de 1 de setembro de 1939 instituiu a Cruz de Ferro (Eisernes Kreuz) e Cruz de Cavaleiro da Cruz de Ferro e a Grande Cruz da Cruz de Ferro (Großkreuz des Eisernen Kreuzes). O segundo artigo do decreto especifica que para ser condecorado com uma classe superior deveria ser primeiramente condecorado com todas as classe precedentes. Com o progresso da guerra, alguns do condecorados foram se destacando, sendo necessária um novo grau da condecoração, sendo então instituído no dia 3 de junho de 1940 o decreto Reichsgesetzblatt I S. 849 que criou a Cruz de Cavaleiro da Cruz de Ferro com Folhas de Carvalho.
Foram criados no dia 28 de setembro de 1941 dois graus da Cruz de Cavaleiro com o decreto Reichsgesetzblatt I S. 613, a Cruz de Cavaleiro da Cruz de Ferro com Folhas de Carvalho e Espadas Ritterkreuz des Eisernen Kreuzes mit Eichenlaub und Schwertern e a Cruz de Cavaleiro da Cruz de Ferro com Folhas de Carvalho, Espadas e Diamantes Ritterkreuz des Eisernen Kreuzes mit Eichenlaub, Schwertern und Brillanten. No final de 1944 o último grau da Cruz de Cavaleiro, a Cruz de Cavaleiro da Cruz de Ferro com Folhas de Carvalho Douradas, Espadas e Diamantes Ritterkreuz des Eisernen Kreuzes mit goldenem Eichenlaub, Schwertern und Brillanten a condecoração foi criada com o decreto Reichsgesetzblatt 1945 I S. 11 de 29 de dezembro de 1944.

## Condecorados
O Alto Comando da Wehrmacht mantinha listas separadas dos condecorados da Cruz de Cavaleiro separadas para os três ramos militares, Heer (exército), Luftwaffe (força aérea), Kriegsmarine (marinha) e para a Waffen-SS. era designado um número sequencial para cada um dos condecorados. Este mesmo paradigma foi aplicado para os graus mais altos da Cruz de Cavaleiro, sendo feita uma lista por ramo militar. Os condecorados das Folhas de Carvalho estão ordenados cronologicamente e pelo número de condecoração definido pelo OKW. A patente listada é a patente que o militar tinha na data da condecoração, assim como a unidade em que estava.
| Número                               | Nome                                     | Serviço      | Patente                                                   | Ocupação e unidade                                                                                                | Data de condecoração     | Notas                                                     | Imagem |
| ------------------------------------ | ---------------------------------------- | ------------ | --------------------------------------------------------- | --- | ------------------------ | --------------------------------------------------------- | ------ |
| 689                                  | Heinrich Baron von Behr                  | Heer         | Oberst                                                    | Comandante do Panzergrenadier-Regiment 200                                                                        | 9 de janeiro de 1945     | —                                                         | —      |
| 690                                  | Kurt-Hermann Freiherr von Mühlen         | Heer         | Generalmajor                                              | Comandante da 559. Volksgrenadier Division                                                                        | 9 de janeiro de 1945     | —                                                         | —      |
| 691                                  | Walter Lucht                             | Heer         | General der Artillerie                                    | Comandante geral do LXVI. Armeekorps                                                                              | 9 de janeiro de 1945     | —                                                         |        |
| 692                                  | Sigmund-Ulrich Freiherr von Gravenreuth  | Luftwaffe    | Oberstleutnant                                            | Geschwaderkommodore of Kampfgeschwader 30                                                                         | 9 de janeiro de 1945*    | Morto em acidente aéreo 16 de outubro de 1944             | —      |
| 693                                  | Kurt Gröschke                            | Luftwaffe    | Oberstleutnant                                            | Comandante do Fallschirmjäger-Regiment 15                                                                         | 9 de janeiro de 1945     | —                                                         |        |
| 694                                  | Kurt Herzog                              | Heer         | General der Artillerie                                    | Comandante do XXXVIII. Armeekorps                                                                                 | 12 de janeiro de 1945    | —                                                         | —      |
| 695                                  | Alois Eisele                             | Heer         | Major                                                     | Comandante do III./Grenadier-Regiment 61                                                                          | 12 de janeiro de 1945    | —                                                         | —      |
| 696                                  | Volprecht Riedesel Freiherr zu Eisenbach | Luftwaffe    | Oberstleutnant                                            | Geschwaderkommodore do Kampfgeschwader 54 (J)                                                                     | 14 de janeiro de 1945    | —                                                         | —      |
| 697                                  | Joachim Brendel                          | Luftwaffe    | Hauptmann                                                 | Gruppenkommandeur do III./Jagdgeschwader 51 "Mölders"                                                             | 14 de janeiro de 1945    | —                                                         | —      |
| 698                                  | Wilhelm Hasse                            | Heer         | General der Infanterie                                    | Comandante geral do II. Armeekorps                                                                                | 14 de janeiro de 1945    | —                                                         | —      |
| 699                                  | Hans-Detlef Gollert-Hansen               | Heer         | Rittmeister da reserva                                    | Comandante do II./Reiter-Regiment 31                                                                              | 14 de janeiro de 1945    | —                                                         | —      |
| 700                                  | Claus Breger                             | Heer         | Hauptmann                                                 | Comandante do I./Füsilier-Regiment 27                                                                             | 14 de janeiro de 1945*   | Morreu devido a ferimentos no dia 17 de dezembro de 1944  | —      |
| 701                                  | Bruno Streckenbach                       | Waffen-SS    | SS-Gruppenführer e Generalleutnant do Waffen-SS           | Comandante da 19. Waffen-Grenadier Division der Waffen-SS (lett. Nr. 2)                                           | 16 de janeiro de 1945    | —                                                         | —      |
| 702                                  | Max Reinwald                             | Heer         | Oberst da reserva                                         | Comandante do Grenadier-Regiment 19 "List"                                                                        | 18 de janeiro de 1945    | —                                                         | —      |
| 703                                  | Richard Henze                            | Heer         | Oberstleutnant da reserva                                 | Comandante do Grenadier-Regiment 489                                                                              | 18 de janeiro de 1945    | —                                                         | —      |
| 704                                  | Walther Risse                            | Heer         | Generalleutnant                                           | Comandante da 225. Infanterie-Division                                                                            | 18 de janeiro de 1945    | —                                                         | —      |
| 705                                  | Alexander Löhr                           | Luftwaffe    | Generaloberst                                             | Commander-in-chief of Heeresgruppe E                                                                              | 20 de janeiro de 1945    | —                                                         |        |
| 706                                  | Gerhard Schmidhuber                      | Heer         | Generalmajor                                              | Comandante da 13. Panzer-Division                                                                                 | 21 de janeiro de 1945    | —                                                         |        |
| 707                                  | Wilhelm Schöning                         | Heer         | Major da reserva                                          | Líder do Panzergrenadier-Regiment 66                                                                              | 21 de janeiro de 1945    | —                                                         | —      |
| 708                                  | Herbert Kündiger                         | Heer         | Oberstleutnant                                            | Líder de um Kampfgruppe da 271. Volksgenadier Division do fortaleza de Budapeste                                  | 21 de janeiro de 1945    | —                                                         | —      |
| 709                                  | Albert Henze                             | Heer         | Generalmajor                                              | Comandante do Gruppe Henze (Feld-Division 21 (L))                                                                 | 21 de janeiro de 1945    | —                                                         | —      |
| 710                                  | Erich Reuter                             | Heer         | Generalmajor                                              | Comandante do 46. Infanterie-Division                                                                             | 21 de janeiro de 1945    | —                                                         | —      |
| 711                                  | Kurt Dahlmann                            | Luftwaffe    | Major                                                     | Geschwaderkommodore of Nachtschlachtgeschwader 20                                                                 | 24 de janeiro de 1945    | —                                                         | —      |
| 712                                  | Kurt Plenzat                             | Luftwaffe    | Leutnant                                                  | Piloto no 2./Schlachtgeschwader 2 "Immelmann"                                                                     | 24 de janeiro de 1945    | —                                                         | —      |
| 713                                  | Herbert Rollwage                         | Luftwaffe    | Leutnant                                                  | Staffelkapitän do 5./Jagdgeschwader 53                                                                            | 24 de janeiro de 1945    | —                                                         | —      |
| 714                                  | Max Schäfer                              | Waffen-SS    | SS-Standartenführer                                       | Líder de corpo do III. SS-Panzerkorps                                                                             | 25 de janeiro de 1945    | —                                                         | —      |
| 715                                  | Karl Pröll                               | Heer         | Oberstleutnant                                            | Comandante do Panzergrenadier-Regiment 35                                                                         | 25 de janeiro de 1945    | —                                                         | —      |
| 716                                  | Hellmuth Böhlke                          | Heer         | Generalleutnant                                           | Comandante da 334. Infanterie-Division                                                                            | 25 de janeiro de 1945    | —                                                         | —      |
| 717                                  | Walter Süß                               | Heer         | Oberfeldwebel                                             | Líder de pelotão no Stabskompanie/Grenadier-Regiment 273                                                          | 25 de janeiro de 1945    | —                                                         | —      |
| 718                                  | Wilhelm Spindler                         | Heer         | Major                                                     | Líder do Gebirgsjäger-Regiment 99                                                                                 | 31 de janeiro de 1945    | Ao mesmo tempo promovido para Oberstleutnant              | —      |
| 719                                  | Karl Arndt                               | Heer         | Generalleutnant                                           | Comandante do 359. Infanterie-Division                                                                            | 1 de fevereiro de 1945   | —                                                         | —      |
| 720                                  | Kurt Wahl                                | Waffen-SS    | SS-Sturmbannführer                                        | Comandante do SS-Panzer-Aufklärungs-Abteilung 17 "Götz von Berlichingen"                                          | 1 de fevereiro de 1945   | —                                                         | —      |
| 721                                  | Joachim Rumohr                           | Waffen-SS    | SS-Brigadeführer e Generalmajor do Waffen-SS              | Comandante do 8. SS-Kavallerie-Division "Florian Geyer"                                                           | 1 de fevereiro de 1945   | —                                                         |        |
| 722                                  | August Zehender                          | Waffen-SS    | SS-Brigadeführer e Generalmajor do Waffen-SS              | Comandante do 22. SS-Freiwilligen-Kavallerie-Division "Maria Theresia"                                            | 1 de fevereiro de 1945   | —                                                         |        |
| 723                                  | Karl Pfeffer-Wildenbruch                 | Waffen-SS    | SS-Obergruppenführer e General do Police e Waffen-SS      | Comandante do IX. SS-Gebirgskorps                                                                                 | 1 de fevereiro de 1945   | —                                                         |        |
| 724                                  | Walther Dahl                             | Luftwaffe    | Major                                                     | Geschwaderkommodore of Jagdgeschwader 300                                                                         | 1 de fevereiro de 1945   | Ao mesmo tempo promovido para Oberstleutnant              | —      |
| 725                                  | Karl Roßmann                             | Luftwaffe    | Major                                                     | Comandante do Fallschirm-Panzer-Regiment 1 "Hermann Göring"                                                       | 1 de fevereiro de 1945   | —                                                         | —      |
| 726                                  | Ernst Jansa                              | Luftwaffe    | Oberst                                                    | Comandante do Flak-Sturm-Regiment 12                                                                              | 1 de fevereiro de 1945   | —                                                         | —      |
| 727                                  | Jürgen Harder                            | Luftwaffe    | Major                                                     | Geschwaderkommodore of Jagdgeschwader 11                                                                          | 1 de fevereiro de 1945   | —                                                         | —      |
| 728                                  | Otto Vincon                              | Heer         | Major da reserva                                          | Comandante do I./Grenadier-Regiment 460                                                                           | 5 de fevereiro de 1945   | —                                                         | —      |
| 729                                  | Joachim Sander                           | Heer         | Oberst                                                    | Comandante do Panzer-Regiment 31                                                                                  | 5 de fevereiro de 1945*  | Morto em combate 3 de novembro de 1944                    | —      |
| 730                                  | Georg Graf von Plettenberg               | Heer         | Rittmeister                                               | Comandante do schwere Kavallerie-Abteilung 4                                                                      | 5 de fevereiro de 1945   | —                                                         | —      |
| 731                                  | Maximilian von Weichs                    | Heer         | Generalfeldmarschall                                      | OB Südost (Commander-in-chief Heeresgruppe F)                                                                     | 5 de fevereiro de 1945   | —                                                         |        |
| 732                                  | Wilhelm Osterhold                        | Heer         | Oberstleutnant                                            | Comandante do Grenadier-Regiment 48                                                                               | 10 de fevereiro de 1945  | —                                                         | —      |
| 733                                  | Georg Jauer                              | Heer         | Generalleutnant                                           | Comandante da 20. Panzergrenadier-Division                                                                        | 10 de fevereiro de 1945  | —                                                         | —      |
| 734                                  | Karl-Heinz Oesterwitz                    | Heer         | Oberstleutnant                                            | Comandante do Jäger-Regiment 2 "Brandenburg"                                                                      | 10 de fevereiro de 1945  | —                                                         | —      |
| 735                                  | Herbert Wittmann                         | Luftwaffe    | Major                                                     | Gruppenkommandeur do II./Kampfgeschwader 53 "Legion Condor"                                                       | 11 de fevereiro de 1945  | —                                                         | —      |
| 736                                  | Herbert Schramm                          | Luftwaffe    | Oberleutnant                                              | Staffelkapitän do 5./Jagdgeschwader 27                                                                            | 11 de fevereiro de 1945* | Morto em combate 1 de dezembro de 1943                    | —      |
| 737                                  | Anton-Otto Frank                         | Heer         | Hauptmann                                                 | Comandante do Heeres-Panzer-Jäger-Abteilung 743                                                                   | 7 de fevereiro de 1945   | —                                                         | —      |
| 738                                  | Anton Müller                             | Heer         | Hauptmann                                                 | Comandante do II./Grenadier-Regiment 503                                                                          | 14 de fevereiro de 1945  | —                                                         | —      |
| 739                                  | Eduard Zorn                              | Heer         | Oberst im Generalstab (do general staff)                  | Líder da 189. Infanterie-Division                                                                                 | 16 de fevereiro de 1945* | Morto em combate 4 de fevereiro de 1945                   | —      |
| 740                                  | Willi Schülke                            | Heer         | Hauptmann                                                 | Comandante do III./Ski-Jäger-Regiment 1                                                                           | 16 de fevereiro de 1945  | —                                                         | —      |
| 741                                  | Günther Blumentritt                      | Heer         | General der Infanterie                                    | Comandnate do 25. Armee                                                                                           | 18 de fevereiro de 1945  | —                                                         | —      |
| 742                                  | Josef Heichele                           | Heer         | Major                                                     | Comandante do Divisions-Füsilier-Bataillon 129                                                                    | 17 de fevereiro de 1945  | —                                                         | —      |
| 743                                  | Georg Gebhardt                           | Heer         | Oberstleutnant da reserva                                 | Comandante do Sturm-Regiment 195                                                                                  | 19 de fevereiro de 1945  | —                                                         | —      |
| 744                                  | Ernst Knebel                             | Heer         | Oberst                                                    | Comandante do Armee-Waffenschule 3. Panzerarmee (AOK 3)                                                           | 19 de fevereiro de 1945  | —                                                         | —      |
| 745                                  | Fritz Klasing                            | Heer         | Oberst da reserva                                         | Comandante do Grenadier-Regiment 232                                                                              | 19 de fevereiro de 1945  | —                                                         | —      |
| 746                                  | Edmund Blaurock                          | Heer         | Generalmajor                                              | Comandante da 56. Infanterie-Division                                                                             | 19 de fevereiro de 1945  | —                                                         | —      |
| 747                                  | Ludwig Schulz                            | Luftwaffe    | Generalmajor                                              | Comandante do a Kampfgruppe do Luftkriegsschule 5                                                                 | 19 de fevereiro de 1945  | —                                                         | —      |
| 748                                  | Rolf Hermichen                           | Luftwaffe    | Major                                                     | Gruppenkommandeur do I./Jagdgeschwader 11                                                                         | 19 de fevereiro de 1945  | —                                                         | —      |
| 749                                  | Hans Krebs                               | Heer         | General der Infanterie                                    | Chief do Generalstab of Heeresgruppe B                                                                            | 20 de fevereiro de 1945  | —                                                         |        |
| 750                                  | Heinz-Martin Ewert                       | Heer         | Major                                                     | Abschnitts-Kommandant (sector commander) West/Festung Posen                                                       | 22 de fevereiro de 1945  | —                                                         | —      |
| 751                                  | Fritz-Georg von Rappard                  | Heer         | Generalleutnant                                           | Comandante da 7. Infanterie-Division                                                                              | 24 de fevereiro de 1945  | —                                                         | —      |
| 752                                  | Josef Jakwert                            | Heer         | Leutnant                                                  | Líder de pelotão no 2./Panzer-Jäger-Abteilung 1562                                                                | 24 de fevereiro de 1945  | —                                                         | —      |
| 753                                  | Horst Warschnauer                        | Heer         | Hauptmann da reserva                                      | Comandante do Panzer-Pionier-Bataillon "Großdeutschland"                                                          | 24 de fevereiro de 1945  | —                                                         | —      |
| 754                                  | Hans-Babo von Rohr                       | Heer         | Leutnant                                                  | Líder do 2./Panzer-Regiment 25                                                                                    | 24 de fevereiro de 1945* | Morreu devido a ferimentos no dia 15 de fevereiro de 1945 |        |
| 755                                  | Ernst-August Krag                        | Waffen-SS    | SS-Sturmbannführer                                        | Comandante do SS-Panzer-Aufklärungs-Abteilung 2 "Das Reich"                                                       | 28 de fevereiro de 1945  | —                                                         | —      |
| 756                                  | Heinrich Schmelzer                       | Waffen-SS    | SS-Hauptsturmführer da reserva                            | Chief do 1./SS-Panzer-Pionier-Bataillon 2 "Das Reich"                                                             | 28 de fevereiro de 1945  | —                                                         | —      |
| 757                                  | Traugott Kempas                          | Heer         | Hauptmann                                                 | Comandante do I./Grenadier-Regiment 176                                                                           | 28 de fevereiro de 1945  | —                                                         | —      |
| 758                                  | Arthur Kullmer                           | Heer         | Generalleutnant                                           | Comandante da 558. Volksgrenadier Division                                                                        | 28 de fevereiro de 1945  | —                                                         | —      |
| 759                                  | Michael Pössinger                        | Heer         | Major                                                     | Comandante do I./Grenadier-Regiment 1123                                                                          | 28 de fevereiro de 1945  | —                                                         | —      |
| 760                                  | Othmar Pollmann                          | Heer         | Major                                                     | Ajudante da 45. Infanterie-Division                                                                               | 28 de fevereiro de 1945  | —                                                         | —      |
| 761                                  | Bern von Baer                            | Heer         | Oberstleutnant im Generalstab                             | Chief of Stab/Fallschirmjäger-Panzerkorps "Hermann Göring"                                                        | 28 de fevereiro de 1945  | —                                                         |        |
| 762                                  | Hans Reichardt                           | Heer         | Oberst                                                    | Comandante do Kampfgruppe "Steinau" do 408. Infanterie-Division                                                   | 5 de março de 1945*      | Morto em combate 2 de fevereiro de 1945                   | —      |
| 763                                  | Werner Ebeling                           | Heer         | Oberstleutnant                                            | Comandante do Grenadier-Regiment 154                                                                              | 5 de março de 1945       | —                                                         | —      |
| 764                                  | Hermann Niehoff                          | Heer         | Generalleutnant                                           | Comandante da 371. Infanterie-Division                                                                            | 5 de março de 1945       | (147.) Espadas 26 de abril de 1945?                       | —      |
| 765                                  | Heinrich Götz                            | Heer         | Generalmajor                                              | Comandante da 21. Infanterie-Division                                                                             | 5 de março de 1945       | —                                                         | —      |
| 766                                  | Rudolf von Bünau                         | Heer         | General der Infanterie                                    | Comandante geral do XI. Armeekorps                                                                                | 5 de março de 1945       | —                                                         | —      |
| 767                                  | Bruno Karczewski                         | Heer         | Major                                                     | Líder do Grenadier-Regiment 176                                                                                   | 5 de março de 1945       | —                                                         | —      |
| 768                                  | Dipl.-Ing. Erich Schneider               | Heer         | Generalleutnant                                           | Comandante da 14. Infanterie-Division                                                                             | 6 de março de 1945       | —                                                         | —      |
| 769                                  | Kurt Welter                              | Luftwaffe    | Oberleutnant                                              | Staffelkapitän do 10./Nachtjagdgeschwader 11                                                                      | 11 de março de 1945      | —                                                         | —      |
| 770                                  | Helmut Renschler                         | Heer         | Hauptmann da reserva                                      | Chief do 1./Artillerie-Regiment 5                                                                                 | 11 de março de 1945      | —                                                         | —      |
| 771                                  | Dr. jur. Wolfgang Rust                   | Heer         | Hauptmann                                                 | Comandante do II./Grenadier-Regiment 11                                                                           | 11 de março de 1945      | —                                                         | —      |
| 772                                  | Friedrich Sixt                           | Heer         | Generalleutnant                                           | Comandante do 5. Jäger Division                                                                                   | 11 de março de 1945      | —                                                         | —      |
| 773                                  | Kurt Witschel                            | Heer         | Oberleutnant                                              | Líder do 9./Jäger-Regiment 28                                                                                     | 11 de março de 1945      | —                                                         | —      |
| 774                                  | Clemens Betzel                           | Heer         | Generalleutnant                                           | Comandante da 4. Panzer-Division                                                                                  | 11 de março de 1945      | —                                                         | —      |
| 775                                  | Franz Rogalski                           | Heer         | Leutnant da reserva                                       | Adjutant do II./Grenadier-Regiment 45                                                                             | 11 de março de 1945      | —                                                         | —      |
| 776                                  | Johannes Grimminger                      | Heer         | Major da reserva                                          | Comandante do II./Panzergrenadier-Regiment 192                                                                    | 11 de março de 1945      | —                                                         | —      |
| 777                                  | Ernst Kutschkau                          | Heer         | Oberfeldwebel da reserva                                  | Líder do 6./Grenadier-Regiment 3                                                                                  | 11 de março de 1945      | —                                                         | —      |
| 778                                  | Egon Aghta                               | Heer         | Hauptmann (W) da reserva                                  | Líder de uma unidade de desarmamento de bombas no Luftgaukommando III Berlin                                      | 12 de março de 1945      | —                                                         | —      |
| 779                                  | Wilhelm Schröder                         | Heer         | Oberst                                                    | Comandante do Kampfgruppe Schröder do 408. Infanterie-Division                                                    | 13 de março de 1945      | —                                                         | —      |
| 780                                  | Karl-Heinz Becker                        | Luftwaffe    | Oberstleutnant                                            | Comandante do Fallschirmjäger-Regiment 5                                                                          | 12 de março de 1945      | —                                                         |        |
| 781                                  | Heinz Rökker                             | Luftwaffe    | Hauptmann                                                 | Staffelkapitän do 2./Nachtjagdgeschwader 2                                                                        | 12 de março de 1945      | —                                                         | —      |
| 782                                  | Robert Weiß                              | Luftwaffe    | Hauptmann                                                 | Gruppenkommandeur do III./Jagdgeschwader 54                                                                       | 12 de março de 1945*     | Morto em combate 29 de dezembro de 1944                   | —      |
| 783                                  | Werner Pötschke                          | Waffen-SS    | SS-Sturmbannführer                                        | Comandante do I./SS-Panzer-Regiment 1 "Leibstandarte SS Adolf Hitler"                                             | 15 de março de 1945      | —                                                         | —      |
| 784                                  | Alfred Matern                            | Heer         | Oberfeldwebel                                             | Líder de pelotão no 5./Füsilier-Regiment 22                                                                       | 16 de março de 1945      | —                                                         | —      |
| 785                                  | Fritz Vogt                               | Waffen-SS    | SS-Hauptsturmführer                                       | Comandante do I./SS-Panzergrenadier-Regiment 23 "Norge" (norw. Nr. 1)                                             | 16 de março de 1945      | —                                                         | —      |
| 786                                  | Karl-Heinz Jaeger                        | Heer         | Hauptmann da reserva                                      | Líder do Grenadier-Regiment 448                                                                                   | 16 de março de 1945      | —                                                         | —      |
| 787                                  | Max Wandrey                              | Heer         | Major da reserva                                          | Comandante do II./Jäger-Regiment 1 "Brandenburg"                                                                  | 16 de março de 1945*     | Morreu devido a ferimentos no dia 21 de fevereiro de 1945 | —      |
| 788                                  | Hans Engelien                            | Heer         | Oberstleutnant                                            | Comandante do Panzergrenadier-Regiment 25                                                                         | 16 de março de 1945      | —                                                         | —      |
| 789                                  | Heinrich Ruhl                            | Heer         | Major                                                     | Comandante do Füsilier-Bataillon (A.A.) 122                                                                       | 16 de março de 1945      | —                                                         | —      |
| 790                                  | Bruno Frankewitz                         | Heer         | Generalleutnant                                           | Comandante da 215. Infanterie-Division                                                                            | 16 de março de 1945      | —                                                         | —      |
| 791                                  | Paul Scheuerpflug                        | Heer         | Generalleutnant                                           | Comandante da 68. Infanterie-Division                                                                             | 16 de março de 1945      | —                                                         | —      |
| 792                                  | Martin Becker                            | Luftwaffe    | Hauptmann                                                 | Gruppenkommandeur do IV./Nachtjagdgeschwader 6                                                                    | 20 de março de 1945      | —                                                         | —      |
| 793                                  | Gerhard Werner                           | Heer         | Major                                                     | Comandante do I./Jäger-Regiment 734                                                                               | 23 de março de 1945*     | Morto em combate 8 de setembro de 1944                    | —      |
| 794                                  | Ernst-Georg Kedzia                       | Heer         | Major                                                     | Comandante de combate do Fürstenberg an der Oder e Comandante do Grenadier-Regiment 98 (391. Sicherungs-Division) | 23 de março de 1945      | —                                                         | —      |
| 795                                  | Kuno von Meyer                           | Heer         | Oberstleutnant                                            | Comandante do Panzer-Regiment "Coburg" do Panzer-Brigade 103                                                      | 23 de março de 1945      | —                                                         | —      |
| 796                                  | Walter Prüß                              | Heer         | Oberleutnant                                              | Chief do 8./Panzergrenadier-Regiment 76                                                                           | 23 de março de 1945      | —                                                         | —      |
| 797                                  | Günther Konopacki                        | Heer         | Rittmeister                                               | Comandante do I./Radfahr-Jäger-Brigade 10                                                                         | 23 de março de 1945      | —                                                         | —      |
| 798                                  | Hans-Georg Herzog                        | Heer         | Oberstleutnant da reserva                                 | Comandante do Panzergrenadier-Regiment 14                                                                         | 23 de março de 1945      | —                                                         | —      |
| 799                                  | Rudolf Trittel                           | Heer         | Oberstleutnant                                            | Comandante do Grenadier-Regiment 9                                                                                | 23 de março de 1945      | —                                                         | —      |
| 800                                  | Karl Wanka                               | Heer         | Major da reserva                                          | Comandante do I./Grenadier-Regiment 53                                                                            | 23 de março de 1945      | —                                                         | —      |
| 801                                  | Harald Freiherr von Elverfeldt           | Heer         | Generalmajor                                              | Comandante da 9. Panzer-Division                                                                                  | 23 de março de 1945*     | Morto em combate 6 de março de 1945                       | —      |
| 802                                  | Friedrich Jeckeln                        | Waffen-SS    | SS-Obergruppenführer e General do Waffen-SS               | Comandante geral do V. SS-Gebirgskorps                                                                            | 8 de março de 1945       | —                                                         |        |
| 803                                  | Fritz Fullriede                          | Heer         | Oberst                                                    | Comandante da Fortaleza de Kolberg                                                                                | 23 de março de 1945      | —                                                         | —      |
| 804                                  | Johannes Spielmann                       | Heer         | Major                                                     | Comandante do Sturmgeschütz-Brigade 202                                                                           | 28 de março de 1945      | —                                                         | —      |
| 805                                  | Heinrich Keese                           | Heer         | Major da reserva                                          | Comandante do Pionier-Bataillon 20 (mot.)                                                                         | 28 de março de 1945      | —                                                         | —      |
| 806                                  | Lothar Berger                            | Heer         | Oberst                                                    | Comandante do Brigade z.b.V. 100                                                                                  | 28 de março de 1945      | —                                                         | —      |
| 807                                  | Helmuth Hufenbach                        | Heer         | Oberst                                                    | Líder da 562. Volksgrenadier Division                                                                             | 28 de março de 1945*     | Morto em combate 27 de março de 1945                      | —      |
| 808                                  | Erich Schroedter                         | Heer         | Rittmeister                                               | Comandante do Panzer-Augklärungs-Abteilung "Großdeutschland"                                                      | 28 de março de 1945      | —                                                         | —      |
| 809                                  | Horst von Usedom                         | Heer         | Oberst                                                    | Líder do Panzer-Brigade "Kurland"                                                                                 | 28 de março de 1945      | —                                                         | —      |
| 810                                  | Günther Josten                           | Luftwaffe    | Oberleutnant                                              | Staffelkapitän do 3./Jagdgeschwader 51 "Mölders"                                                                  | 28 de março de 1945      | —                                                         | —      |
| 811                                  | Alexander Gläser                         | Luftwaffe    | Hauptmann                                                 | Gruppenkommandeur do II./Schlachtgeschwader 77                                                                    | 28 de março de 1945      | —                                                         | —      |
| 812                                  | Wilhelm Stähler                          | Luftwaffe    | Oberleutnant                                              | Staffelkapitän do 7./Schlachtgeschwader 2 "Immelmann"                                                             | 28 de março de 1945      | —                                                         | —      |
| 813                                  | Gerhard Stüdemann                        | Luftwaffe    | Hauptmann                                                 | Gruppenkommandeur do III./Schlachtgeschwader 77                                                                   | 28 de março de 1945      | —                                                         | —      |
| 814                                  | Walter Girg                              | Waffen-SS    | SS-Hauptsturmführer                                       | Líder do special detachment do SS-Jagdverband Mitte                                                               | 1 de abril de 1945       | —                                                         | —      |
| 815                                  | Horst von Mellenthin                     | Heer         | Generalleutnant                                           | Comandante da 205. Infanterie-Division                                                                            | 4 de abril de 1945       | —                                                         | —      |
| 816                                  | Martin Steglich                          | Heer         | Major                                                     | Líder do Grenadier-Regiment 1221                                                                                  | 5 de abril de 1945       | —                                                         | —      |
| 817                                  | Rudolf Neubert                           | Heer         | Oberstleutnant                                            | Comandante do Grenadier-Regiment 31                                                                               | 5 de abril de 1945       | —                                                         | —      |
| 818                                  | Friedrich Richter                        | Heer         | Oberstleutnant                                            | Comandante do Grenadier-Regiment 1222                                                                             | 5 de abril de 1945       | —                                                         | —      |
| 819                                  | Ernst Kuppinger                          | Heer         | Hauptmann                                                 | Comandante do Füsilier-Bataillon 246                                                                              | 5 de abril de 1945       | —                                                         | —      |
| 820                                  | Otto Paetsch                             | Waffen-SS    | SS-Obersturmbannführer                                    | Comandante do SS-Panzer-Regiment 10 "Frundsberg"                                                                  | 5 de abril de 1945*      | Morto em combate 16 de março de 1945                      | —      |
| 821                                  | Hans von Tettau                          | Heer         | Generalleutnant                                           | Líder do Korpsgruppe "von Tettau"                                                                                 | 5 de abril de 1945       | —                                                         | —      |
| 822                                  | Gerhard Thyben                           | Luftwaffe    | Oberleutnant                                              | Staffelkapitän do 7./Jagdgeschwader 54                                                                            | 8 de abril de 1945       | —                                                         |        |
| 823                                  | Theodor Burchardi                        | Kriegsmarine | Admiral                                                   | Commanding Admiral östliche Ostsee (Eastern Baltic Sea)                                                           | 8 de abril de 1945       | —                                                         |        |
| 824                                  | August Thiele                            | Kriegsmarine | Vizeadmiral                                               | Comandante do Kampfgruppe "Thiele"                                                                                | 8 de abril de 1945       | —                                                         |        |
| 825                                  | Bruno Richter                            | Heer         | Rittmeister                                               | Comandante do Füsilier-Bataillon (A.A.) 24                                                                        | 8 de abril de 1945       | —                                                         | —      |
| 826                                  | Dipl.-Ing. Otto Skorzeny                 | Waffen-SS    | SS-Obersturmbannführer da reserva                         | Comandante do SS-Jagd-Verbände e combat Comandante do Schwedt an der Oder                                         | 9 de abril de 1945       | —                                                         |        |
| 827                                  | Ernst-Anton von Krosigk                  | Heer         | General der Infanterie                                    | Comandante do XVI. Armeekorps                                                                                     | 12 de abril de 1945*     | Morto em combate 16 de março de 1945                      | —      |
| 828                                  | Helmut Borchardt                         | Heer         | Oberfeldwebel                                             | Líder do company "Borchardt" do regiment "Kohlmann" do 402. Infanterie-Division                                   | 14 de abril de 1945*     | Morto em ação 15–18 de março de 1945                      | —      |
| 829                                  | Carl Becker                              | Heer         | Generalleutnant                                           | Comandante do 253. Infanterie-Division                                                                            | 14 de abril de 1945      | —                                                         | —      |
| 830                                  | Kurt Röpke                               | Heer         | General der Infanterie                                    | Comandante geral do XXIX. Armeekorps                                                                              | 14 de abril de 1945      | —                                                         | —      |
| 831                                  | Friedrich Rögelein                       | Heer         | Oberst                                                    | Comandante do Grenadier-Regiment 109                                                                              | 14 de abril de 1945      | —                                                         | —      |
| 832                                  | Alfred Simm                              | Heer         | Hauptmann                                                 | Líder do II./Grenadier-Regiment 31                                                                                | 14 de abril de 1945      | —                                                         | —      |
| 833                                  | Gerhard Raht                             | Luftwaffe    | Hauptmann                                                 | Gruppenkommandeur do I./Nachtjagdgeschwader 2                                                                     | 15 de abril de 1945      | —                                                         | —      |
| 834                                  | Hans-Arno Ostermeier                     | Heer         | Major da reserva                                          | Líder do Fallschirm-Panzergrenadier-Regiment 3 "Hermann Göring"                                                   | 15 de abril de 1945      | —                                                         | —      |
| 835                                  | Max Hansen                               | Waffen-SS    | SS-Obersturmbannführer                                    | Comandante do SS-Panzergrenadier-Regiment 1 "Leibstandarte SS Adolf Hitler"                                       | 17 de abril de 1945      | —                                                         |        |
| 836                                  | Herbert Lütje                            | Luftwaffe    | Major                                                     | Geschwaderkommodore of Nachtjagdgeschwader 6                                                                      | 17 de abril de 1945      | —                                                         | —      |
| 837                                  | Helmut Lipfert                           | Luftwaffe    | Hauptmann                                                 | Gruppenkommandeur do I./Jagdgeschwader 53                                                                         | 17 de abril de 1945      | —                                                         | —      |
| 838                                  | Josef Kraft                              | Luftwaffe    | Hauptmann                                                 | Staffelkapitän do 12./Nachtjagdgeschwader 1                                                                       | 17 de abril de 1945      | —                                                         | —      |
| 839                                  | Martin Drewes                            | Luftwaffe    | Major                                                     | Gruppenkommandeur do III./Nachtjagdgeschwader 1                                                                   | 17 de abril de 1945      | —                                                         | —      |
| 840                                  | Hermann Greiner                          | Luftwaffe    | Hauptmann                                                 | Gruppenkommandeur do IV./Nachtjagdgeschwader 1                                                                    | 17 de abril de 1945      | —                                                         | —      |
| 841                                  | Paul Semrau                              | Luftwaffe    | Major                                                     | Gruppenkommandeur do I./Nachtjagdgeschwader 2                                                                     | 17 de abril de 1945*     | Morto em combate 8 de fevereiro de 1945                   |        |
| 842                                  | Adolf Raegener                           | Heer         | Generalleutnant                                           | Comandante do Verteidigungsbereich Magdeburg (defensive sector of Magdeburg)                                      | 17 de abril de 1945      | —                                                         | —      |
| 843                                  | Hans-Peter Knaust                        | Heer         | Oberstleutnant                                            | Comandante do Regiment "Knaust" da 490. Infanterie-Division                                                       | 17 de abril de 1945      | —                                                         | —      |
| Último número anunciado oficialmente |                                          |              |                                                           | |                          |                                                           |        |
| (844)                                | Franz Hack?                              | Waffen-SS    | SS-Obersturmbannführer                                    | Comandante do SS-Panzergrenadier-Regiment 10 "Westland"                                                           | 18 de abril de 1945      | —                                                         | —      |
| (845)                                | Paul-Albert Kausch?                      | Waffen-SS    | SS-Obersturmbannführer                                    | Comandante do SS-Panzer-Regiment 11                                                                               | 23 de abril de 1945      | —                                                         | —      |
| (846)                                | Josef Brandner?                          | Heer         | Major                                                     | Comandante do Heeres-Sturmgeschütz-Brigade 912                                                                    | 26 de abril de 1945      | —                                                         | —      |
| (847)                                | Eberhard Rodt                            | Heer         | Generalleutnant                                           | Comandante da 15. Panzergrenadier-Division                                                                        | 28 de abril de 1945      | —                                                         | —      |
| (848)                                | Joachim Ziegler                          | Waffen-SS    | SS-Brigadeführer e Generalmajor do Waffen-SS              | Comandante da 11. SS-Freiwilligen-Panzergrenadier Division "Nordland"                                             | 28 de abril de 1945      | —                                                         | —      |
| (849)                                | Hans-Joachim Kappis                      | Heer         | Oberleutnant da reserva                                   | Líder do II./Grenadier-Regiment 45                                                                                | 28 de abril de 1945      | —                                                         | —      |
| (850)                                | Karl Schrepfer                           | Luftwaffe    | Major                                                     | Gruppenkommandeur do III./Schlachtgeschwader 1                                                                    | 28 de abril de 1945      | —                                                         | —      |
| (851)                                | Josef Prentl                             | Luftwaffe    | Major                                                     | Comandante do Flak-Regiment 116                                                                                   | 28 de abril de 1945      | —                                                         | —      |
| (852)                                | Rolf Thomsen                             | Kriegsmarine | Kapitänleutnant                                           | Comandante do U-1202                                                                                              | 29 de abril de 1945      | —                                                         | —      |
| (853)                                | Hans-Günther Lange                       | Kriegsmarine | Kapitänleutnant                                           | Comandante do U-711                                                                                               | 29 de abril de 1945      | —                                                         | —      |
| (854)                                | Heinz-Oskar Laebe?                       | Heer         | Oberst                                                    | Comandante do Grenadier-Regiment 44                                                                               | 29 de abril de 1945      | —                                                         | —      |
| (855)                                | Heinrich Hax                             | Heer         | Generalmajor                                              | Comandante da 8. Panzer-Division                                                                                  | 30 de abril de 1945      | —                                                         | —      |
| (856)                                | Hanns Laengenfelder                      | Heer         | Generalmajor                                              | Comandante da 15. Infanterie-Division                                                                             | 30 de abril de 1945      | —                                                         | —      |
| (857)                                | Richard Daniel                           | Heer         | Generalmajor                                              | Comandante da 45. Volksgrenadier Division                                                                         | 30 de abril de 1945      | —                                                         | —      |
| (858)                                | Wolfgang von Obstfelder                  | Heer         | Major                                                     | Comandante do Panzer-Jäger-Abteilung 346                                                                          | 30 de abril de 1945      | —                                                         | —      |
| (859)                                | Wolfgang von Bostell                     | Heer         | Leutnant                                                  | Líder de pelotão no Panzerjäger-Abteilung 205                                                                     | 30 de abril de 1945      | —                                                         | —      |
| (860)                                | Gerhard Mokros                           | Heer         | Oberst da reserva                                         | Comandante do Grenadier-Regiment 423                                                                              | 5 de maio de 1945        | —                                                         | —      |
| (861)                                | Werner Ostendorff?                       | Waffen-SS    | SS-Gruppenführer e Generalleutnant da Waffen-SS           | Comandante da 2. SS-Panzer-Division "Das Reich"                                                                   | 6 de maio de 1945*       | Morreu devido a ferimentos no dia 1 de maio de 1945       |        |
| (862)                                | Rudolf Lehmann?                          | Waffen-SS    | SS-Standartenführer                                       | Líder da 2. SS-Panzer-Division "Das Reich"                                                                        | 6 de maio de 1945        | —                                                         | —      |
| (863)                                | Karl Kreutz?                             | Waffen-SS    | SS-Standartenführer                                       | Comandante do SS-Panzer-Artillerie-Regiment 2 "Das Reich"                                                         | 6 de maio de 1945        | —                                                         | —      |
| (864)                                | Heinz Werner?                            | Waffen-SS    | SS-Sturmbannführer                                        | Comandante do III./SS-Panzergrenadier-Regiment 4 "Der Führer"                                                     | 6 de maio de 1945        | —                                                         | —      |
| (865)                                | Alfred Jodl?                             | Heer         | Generaloberst                                             | Chef des Wehrmachtführungsstabes im OKW e Líder do OKW                                                            | 10 de maio de 1945       | —                                                         |        |
| (866)                                | Adalbert von Blanc?                      | Kriegsmarine | Fregattenkapitän                                          | Líder do 9. Marine-Sicherungs-Division                                                                            | 10 de maio de 1945       | —                                                         | —      |
| (867)                                | Hermann Plocher?                         | Luftwaffe    | Generalleutnant                                           | Comandante da 6. FallschirmJäger Division                                                                         | 8 de maio de 1945        | —                                                         | —      |
| (868)                                | Franz Graßmel?                           | Luftwaffe    | Major                                                     | Comandante do Fallschirmjäger-Regiment 20                                                                         | 8 de maio de 1945        | —                                                         | —      |
| (869)                                | Friedrich Lier?                          | Heer         | Oberstleutnant                                            | Comandante de um Kampfgruppe da 490. Infanterie-Division                                                          | 8 de maio de 1945        | —                                                         | —      |
| (870)                                | Oskar-Hubert Dennhardt?                  | Heer         | Major                                                     | Líder do Grenadier-Regiment 1143                                                                                  | 9 de maio de 1945        | —                                                         | —      |
| (871)                                | Matthias Kleinheisterkamp?               | Waffen-SS    | SS-Obergruppenführer and Generalleutnant of the Waffen-SS | Comandante do XI. SS-Panzerkorps                                                                                  | 9 de maio de 1945*       | Morto em ação 29 de abril de 1945                         | —      |
| (872)                                | Hanns-Heinrich Lohmann?                  | Waffen-SS    | SS-Obersturmbannführer                                    | Líder do SS-Freiwilligen-Panzergrenadier-Regiment 49 "De Ruyter"                                                  | 9 de maio de 1945        | —                                                         | —      |
| (873)                                | Alfred Montag?                           | Heer         | Hauptmann da reserva                                      | Líder do Sturmgeschütz-Brigade 341                                                                                | 9 de maio de 1945        | —                                                         | —      |
| (874)                                | Hans Meier?                              | Heer         | Hauptmann                                                 | Comandante do I./Panzergrenadier-Regiment 74                                                                      | 9 de maio de 1945        | —                                                         | —      |
| (875)                                | Alfons Rebane?                           | Waffen-SS    | Waffen-Obersturmbannführer                                | Comandante do Waffen-Grenadier-Regiment der Waffen-SS 46 (estnische Nr. 2)                                        | 9 de maio de 1945        | —                                                         | —      |
| (876)                                | Walter Schlags-Koch?                     | Heer         | Oberstleutnant da reserva                                 | Comandante do Sturm-Regiment AOK 2                                                                                | 9 de maio de 1945        | —                                                         | —      |
| (877)                                | Erich Schmidt?                           | Heer         | Major                                                     | Líder do Panzer-Regiment do Führer-Grenadier-Division                                                             | 9 de maio de 1945        | —                                                         | —      |
| (878)                                | Joachim von Siegroth?                    | Heer         | Generalmajor                                              | Comandante da 712. Infanterie-Division                                                                            | 9 de maio de 1945*       | Morto em combate 2 de maio de 1945                        | —      |
| (879)                                | Dr.-jur. Paul Stahl?                     | Heer         | Oberst da reserva                                         | Comandante do Panzergrenadier-Regiment 114                                                                        | 9 de maio de 1945        | —                                                         | —      |
| (880)                                | Georg Störck?                            | Heer         | Hauptmann da reserva                                      | Comandante do I./Panzergrenadier-Regiment Führer-Begleit-Division                                                 | 9 de maio de 1945        | —                                                         | —      |
| (881)                                | Franz Sensfuß?                           | Heer         | Generalleutnant                                           | Comandante da 212. Infanterie-Division                                                                            | 9 de maio de 1945        | —                                                         | —      |
| (882)                                | Joseph von Radowitz?                     | Heer         | Generalleutnant                                           | Comandante da 23. Panzer-Division                                                                                 | 9 de maio de 1945        | —                                                         | —      |